# Barrigada
Barrigada (em chamorro Barigåda) é uma cidade da dependência norte-americana de Guam, localizada na Micronésia.